# Parendacustes makassari
Parendacustes makassari är en insektsart som beskrevs av Andrej Vasiljevitj Gorochov 2006. Parendacustes makassari ingår i släktet Parendacustes och familjen syrsor. Inga underarter finns listade i Catalogue of Life.